# Исаак Андреевич Борецкий
Исаак Андреевич Борецкий (до 1400 — позднее 1456) — новгородский посадник, муж знаменитой Марфы-посадницы.

## Биография
Своё родовое прозвище (в ряде летописных источников оно не упоминается) Исаак получил от волости Борок (Борецкая волость), которой он, вероятно, владел и в ней начал свою деятельность. В 1417 году Исаак Борецкий отбил её у напавших на волость беглых новгородцев, вятчан и устюжан.
Дата, когда Исаак стал новгородским посадником, неизвестна. В 1426 году он упоминается в этой должности вместе с Григорием Посахно. Они заключили с великим князем литовским Витовтом мирный договор с контрибуцией более чем в 10 000 рублей в пользу Литовского княжества.
Когда Дмитрий Шемяка сбежал в Новгород и проживал в городе (1452—1453 годы), Исаак Борецкий посещал Москву и ходатайствовал перед великим князем Василием II об освобождении пленных, захваченных при борьбе с Шемякой. По итогам этого визита известно письмо митрополита Московского Ионы новгородскому архиепископу Евфимию II. Митрополит просил архиепископа склонить Шемяку к миру с великим князем, сообщал об отпуске пленных без выкупа и требовал направить из Новгорода послов для окончательного установления мира.
Последнее упоминание имении Исаака Борецкого в летописях относится к 1456 году, когда великий князь Василий II обратился к новгородским наместникам с грамотой с требованием удовлетворить претензии княжеских крестьян, у которых на Двине приказчики бояр Михаила Тучи и Исаака Борецкого забрали 700 белячих шкур.

## Семья
Жена: Марфа Борецкая
Дети:
- Дмитрий (в 1471 году был новогородским посадником, пожалован Иваном III в бояре, но после Шелонской битвы был казнён как изменник);
- Фёдор (в 1476 году арестован по приказанию великого князя Ивана III, сослан в Муром, где скончался в том же году);
- Ксения.